# قطعنامه ۵۲ شورای امنیت
قطعنامه  ۵۲ شورای امنیت سازمان ملل متحد که در تاریخ ۲۲ ژوئن ۱۹۴۸ تصویب شد، سندی بین‌المللی دربارهٔ انرژی اتمی: کنترل بین‌المللی است. این قطعنامه طی نشست ۳۲۵‌ام با ۹ موافق، ۰ مخالف و ۲ ممتنع تصویب شد.